# Trollhättan (commune)
La commune de Trollhättan est une commune suédoise du comté de Västra Götaland, peuplée d'environ  59 200 habitants (2020). Son chef-lieu se situe à Trollhättan.

## Communes limitrophes
- Vänersborg (au nord)
- Grästorp (au nord-est)
- Essunga (à l'est)
- Alingsås (au sud-est)
- Ale (au sud)
- Lilla Edet (au sud-ouest et à l'ouest)

## Localités principales
- Sjuntorp
- Trollhättan
- Upphärad
- Väne-Åsaka
- Velanda

## Jumelage
La commune de Trollhättan est jumelée avec : Trollhättans vänorter
- Kristiansand (Norvège)
- Hjørring (Danemark)
- Kerava (Finlande)
- Reykjanesbær (Islande)